# Трофімов Хома Леонтійович
Хома Леонтійович Трофімов (23 лютого 1913, село Плоске, тепер Великоплоске Великомихайлівського району Одеської області — 22 липня 1997, місто Дніпропетровськ, тепер Дніпро) — український радянський діяч, горновий доменної печі Дніпропетровського металургійного заводу імені Петровського Дніпропетровської області. Депутат Верховної Ради УРСР 2-го скликання.

## Біографія
Народився в бідній багатодітній селянській родині. Трудову діяльність розпочав у сімнадцятирічному віці на Дніпропетровському металургійному заводі імені Петровського. До 1941 року — горновий доменної печі Дніпропетровського металургійного заводу імені Петровського Дніпропетровської області.
З липня 1941 року — в Червоній армії, учасник німецько-радянської війни. Служив артилеристом на Південному та Північно-Кавказькому фронтах, навідником та командиром гармати 6-го артилерійського полку 176-ї стрілецької дивізії 9-ї армії Закавказького фронту, командиром гармати 299-го гвардійського артилерійського полку 129-ї гвардійської стрілецької дивізії 60-ї армії 1-го і 4-го Українських фронтів.
З 1945 року — горновий доменної печі № 5, майстер Дніпропетровського металургійного заводу імені Петровського Дніпропетровської області.
Потім — на пенсії в місті Дніпропетровську (тепер — Дніпрі).

## Звання
- гвардії старший сержант

## Нагороди
- два ордени Вітчизняної війни 1-го ст. (15.02.1943, 6.04.1985)
- орден Червоної Зірки (24.05.1945)
- ордени
- медаль «За бойові заслуги» (25.04.1943)
- медаль «За оборону Кавказу»
- медаль «За перемогу над Німеччиною у Великій Вітчизняній війні 1941—1945 рр.» (1945)